# Românul

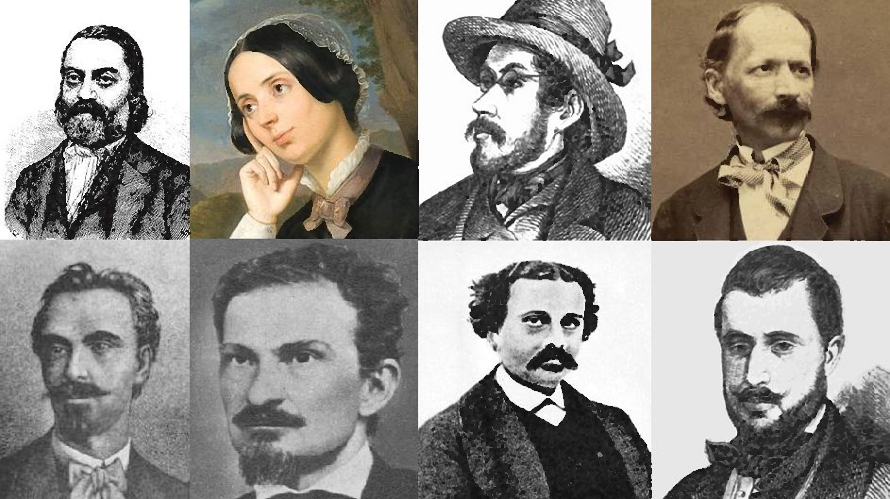
Constantin D. Aricescu, Cezar Bolliac, Dimitrie Bolintineanu, Dimitrie Brătianu, Nicolae Nicoleanu, Alexandru Odobescu, C. A. Rosetti, Maria Rosetti

Românul (”Românulŭ”, după ortografia vremii) a fost un ziar liberal-radical fondat de Constantin A. Rosetti pe 9 august 1857.
Inițial s-a numit Concordia dar a fost redenumit în același an în Românul.
Ziarul a apărut ca publicație săptămânală, devenind din 1859 o publicație zilnică.
Asemenea tuturor tipăriturilor vremii, se folosea un alfabet de tranziție, întrebuințându-se în paralel alfabetul chirilic român și alfabetul latin.
Din redacție, în afară de el, mai făceau parte Constantin D. Aricescu, în calitate de administrator, și, potrivit regulamentelor în vigoare, un girant responsabil, care după obiceiurile epocii nu era ziarist.
Secretar de redacție a fost Eugeniu Carada.
Redacția ziarului și tipografia au fost instalate în Pasajul Român.
Românul a ajuns în foarte scurtă vreme o publicație foarte influentă. Avea de altfel cel mai ridicat tiraj dintre toate ziarele epocii, ridicându-se în 1863 la 2000 de exemplare, dintre care 1800 erau vândute pe bază de abonament. În evaluarea acestor cifre trebuie ținut seama de mărimea orașului din acea perioadă (de ordinul a 160.000 locuitori) și de gradul mai ridicat de analfabetism. 
Ziarul prezenta punctul de vedere al partidului liberal-radical, condus de Ion C. Brătianu și C.A. Rosetti, Din cauza poziției sale împotriva lui Alexandru Ioan Cuza, ziarul a fost interzis de cenzură de mai multe ori. După interzicere, a apărut din nou sub denumirea de ”Libertatea” iar după ce și acesta a fost interzis, sub denumirea de “Conștiinția naționale” După abdicarea lui Cuza, la 11 februarie 1866, ziarul “Românul” a reintrat în legalitate și și-a reluat apariția, încetându-și publicarea în aprilie 1905.